# 中津川郵便局 (岐阜県)
中津川郵便局（なかつがわゆうびんきょく）は、岐阜県中津川市にある郵便局。民営化以前の分類では集配普通郵便局であった。

## 概要
- 住所：〒508-8799 岐阜県中津川市新町7-41

## 沿革
- 1872年11月1日（明治5年10月1日） - 中津川郵便取扱所として開設[1]。
- 1875年（明治8年）1月1日 - 中津川郵便局（五等）となる。
- 1878年（明治11年）8月1日 - 為替取扱を開始。
- 1879年（明治12年） - 貯金取扱を開始。
- 1889年（明治22年）4月1日 - 中津川郵便電信局となる。
- 1903年（明治36年）4月1日 - 通信官署官制の施行に伴い中津川郵便局となる。
- 1903年（明治36年）9月1日 - 中津郵便局に改称。
- 1945年（昭和20年）8月6日 - 特定郵便局から普通郵便局に局種別改定[2]、美濃中津郵便局に改称[3]。
- 1951年（昭和26年）7月21日 - 中津川郵便局に改称[4]。
- 1956年（昭和31年）12月 - 局舎落成。
- 1957年（昭和32年）2月1日 - 電話通話および和文電報受付事務の取扱を開始。
- 1984年（昭和59年）9月17日 - 神坂郵便局から集配業務の一部[5]を移管。
- 1996年（平成8年）7月1日 - 外国通貨の両替および旅行小切手の売買に関する業務取扱を開始。
- 2007年（平成19年）10月1日 - 民営化に伴い、併設された郵便事業中津川支店に一部業務を移管。
- 2012年（平成24年）10月1日 - 日本郵便株式会社の発足に伴い、郵便事業中津川支店を中津川郵便局に統合。

## 取扱内容
- 郵便、印紙、ゆうパック、内容証明
- 貯金、為替、振替、振込、国際送金、外貨両替・トラベラーズチェック、国債、投資信託
- 生命保険、バイク自賠責保険、自動車保険、変額年金保険
- ゆうちょ銀行ATM
- 「508-00xx」区域（中津川市の一部地域）の集配業務
- ゆうゆう窓口

## 周辺
- 中山道中津川宿
- 中津川市立図書館
- 中津川市中山道歴史資料館
- 四ツ目川

## アクセス
- JR中央本線 中津川駅から南へ450m（徒歩で約8分）。
- 北恵那交通バス・東濃鉄道バス：「淀川」停留所もしくは「西宮町」停留所下車。
- 中央自動車道 中津川ICから北東へ約3.5km。
- 駐車場あり：15台